# Die Schule des Aristoteles
Die Schule des Aristoteles ist eine Buchreihe zur griechischen Philosophie. Sie wurde von dem Schweizer Gräzisten Fritz Wehrli (1902–1987) herausgegeben und enthält die Fragmente der Peripatetiker, der Schüler des Aristoteles, mit dem Originaltext und einem Kommentar. Die Reihe erschien 1944 bis 1959 in Basel und Stuttgart im Schwabe Verlag und umfasst insgesamt zehn Hefte. Eine zweite, ergänzte und verbesserte Auflage erschien 1967 bis 1969, dazu zwei Supplemente (1974 und 1978).

## Bibliographische Angaben
- Fritz Wehrli (Hrsg.): Die Schule des Aristoteles. Texte und Kommentar. 10 Hefte. Schwabe, Basel u. a. 1944–1959 (2., ergänzte und verbesserte Auflage 1967–1969), dazu 2 Supplemente: 1974, ISBN 3-7965-0600-3 und 1978, ISBN 3-7965-0683-6.
  - Heft I Dikaiarchos. 1944. 2., ergänzte und verbesserte Auflage 1967
  - Heft II Aristoxenos. 1945. 2., ergänzte und verbesserte Auflage 1967 (Digitalisat)
  - Heft III Klearchos. 1948. 2., ergänzte und verbesserte Auflage 1969
  - Heft IV Demetrios von Phaleron. 1949. 2., ergänzte und verbesserte Auflage 1968
  - Heft V Straton von Lampsakos. 1950. 2., ergänzte und verbesserte Auflage 1969
  - Heft VI Lykon und Ariston von Keos. 1952. 2., ergänzte und verbesserte Auflage 1969
  - Heft VII Herakleides Pontikos. 1953. 2., ergänzte und verbesserte Auflage 1969
  - Heft VIII Eudemos von Rhodos. 1955. 2., ergänzte und verbesserte Auflage 1969
  - Heft IX Phainias von Eresos, Chamaileon, Praxiphanes. 1957. 2., ergänzte und verbesserte Auflage 1969
  - Heft X Hieronymos von Rhodos, Kritolaos und seine Schüler. 1959.  2., ergänzte und verbesserte Auflage 1969
  - Supplement I: Hermippos, der Kallimacheer. 1974
  - Supplement II: Sotion. 1978